# Rob Thomas (Musiker)

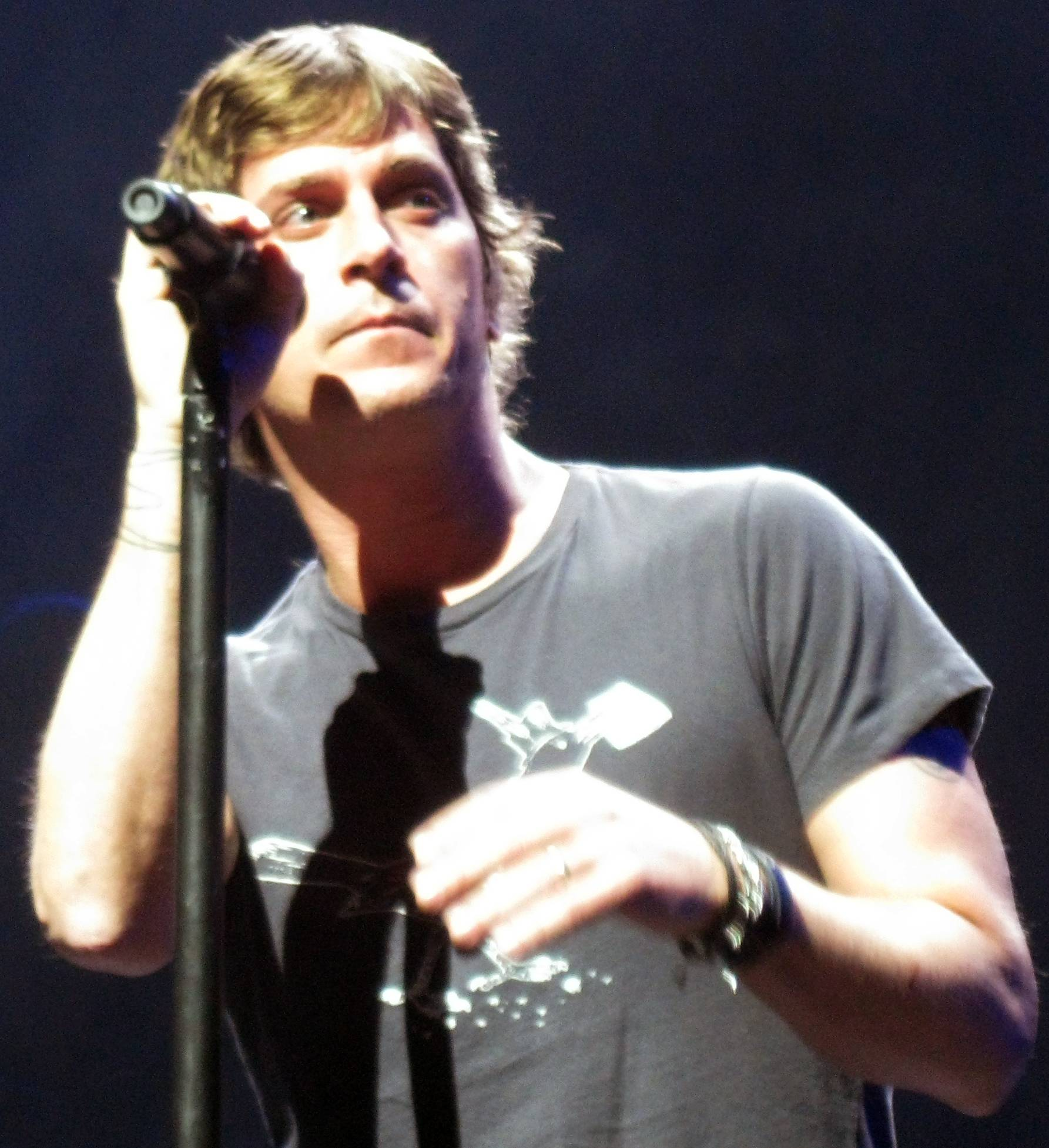
Rob Thomas (2010)

Robert Kelly „Rob“ Thomas (* 14. Februar 1972 in Landstuhl, Deutschland) ist ein US-amerikanischer Musiker, der gegen Ende der 1990er Jahre als Sänger der Rockband matchbox twenty bekannt wurde.

## Biografie
Thomas wurde auf der US-Militärbasis Landstuhl geboren. Mit 13 Jahren wollte er bereits Musiker werden. Das erste Konzert, das er besuchte, war von Genesis während der Invisible Touch Tour.
Er spielte vor seiner Zeit bei matchbox twenty in der Band Tabitha’s Secret zusammen mit Brian Yale und Paul Doucette.
Erste Erfolge als Solokünstler feierte er 1999 mit der Single Smooth in Zusammenarbeit mit der Band Santana, die Platz eins der US-amerikanischen Billboard-Charts erreichte.
Im Jahre 2001 wurde er als bislang jüngster Künstler in die South Carolina Music and Entertainment Hall of Fame aufgenommen, und im Juni 2004 erhielt er als erster den neu gegründeten „Starlight Award“ der Songwriters Hall of Fame, mit dem junge Komponisten geehrt werden, die der zeitgenössischen Musik bereits in ihren frühen Jahren ihren Stempel aufdrücken und einen bleibenden Eindruck in der Musikindustrie hinterlassen haben.
Im April 2005 erschien das Debütalbum Something to Be, das in den Vereinigten Staaten mit Platin ausgezeichnet wurde. Die erste Singleauskopplung war Lonely No More. Daneben ist unter anderem ein Duett mit John Mayer enthalten.
Er ist seit 1999 mit Marisol Maldonado verheiratet und hat einen Sohn namens Maison Avery aus einer früheren Beziehung. Er wohnt in der Nähe von New York.
Im Juni 2007 erschien die Single Little Wonders, das auf dem Soundtrack zum Disney-Film Triff die Robinsons enthalten ist. In Deutschland stieg die Single auf Position 33 ein und erreichte zwischendurch Platz 21, Mitte August sogar noch mal nach 14 Wochen Chartpräsenz Platz 20.
Das zweite Soloalbum Cradlesong wurde im Juni 2009 veröffentlicht und enthält 14 Songs. Die erste Single daraus heißt Her Diamonds.

## Diskografie

### Studioalben
| Jahr | Titel                          | Höchstplatzierung, Gesamtwochen, AuszeichnungChartplatzierungen (Jahr, Titel, Platzierungen, Wochen, Auszeichnungen, Anmerkungen) | Höchstplatzierung, Gesamtwochen, AuszeichnungChartplatzierungen (Jahr, Titel, Platzierungen, Wochen, Auszeichnungen, Anmerkungen) | Höchstplatzierung, Gesamtwochen, AuszeichnungChartplatzierungen (Jahr, Titel, Platzierungen, Wochen, Auszeichnungen, Anmerkungen) | Höchstplatzierung, Gesamtwochen, AuszeichnungChartplatzierungen (Jahr, Titel, Platzierungen, Wochen, Auszeichnungen, Anmerkungen) | Höchstplatzierung, Gesamtwochen, AuszeichnungChartplatzierungen (Jahr, Titel, Platzierungen, Wochen, Auszeichnungen, Anmerkungen) | Anmerkungen                            |
| Jahr | Titel                          | DE | AT | CH | UK | US | Anmerkungen                            |
| ---- | ------------------------------ | --- | --- | --- | --- | --- | -------------------------------------- |
| 2005 | … Something to Be              | DE10 (8 Wo.)DE | AT19 (4 Wo.)AT | CH19 (5 Wo.)CH | UK11 (4 Wo.)UK | US1 ×2Doppelplatin · (57 Wo.)US                                                                                                   | Erstveröffentlichung: 5. April 2005    |
| 2009 | Cradlesong                     | DE40 (2 Wo.)DE | — | CH56 (1 Wo.)CH | UK75 (1 Wo.)UK | US3 Gold · (28 Wo.)US | Erstveröffentlichung: 30. Juni 2009    |
| 2015 | The Great Unknown              | — | — | — | UK95 (1 Wo.)UK | US6 (4 Wo.)US | Erstveröffentlichung: 21. August 2015  |
| 2019 | Chip Tooth Smile               | — | — | — | — | US13 (2 Wo.)US | Erstveröffentlichung: 26. April 2019   |
| 2021 | Something About Christmas Time | — | — | — | — | — | Erstveröffentlichung: 22. Oktober 2021 |

### EPs
| Jahr | Titel   | Höchstplatzierung, Gesamtwochen, AuszeichnungChartsChartplatzierungen (Jahr, Titel, Platzierungen, Wochen, Auszeichnungen, Anmerkungen) | Anmerkungen                         |
| Jahr | Titel   | US | Anmerkungen                         |
| ---- | ------- | --- | ----------------------------------- |
| 2010 | Someday | US91 (1 Wo.)US | Erstveröffentlichung: 22. März 2010 |

Weitere EPs
- 2005: ...Something More

### Singles
| Jahr | Titel Album                                 | Höchstplatzierung, Gesamtwochen, AuszeichnungChartplatzierungen (Jahr, Titel, Album, Platzierungen, Wochen, Auszeichnungen, Anmerkungen) | Höchstplatzierung, Gesamtwochen, AuszeichnungChartplatzierungen (Jahr, Titel, Album, Platzierungen, Wochen, Auszeichnungen, Anmerkungen) | Höchstplatzierung, Gesamtwochen, AuszeichnungChartplatzierungen (Jahr, Titel, Album, Platzierungen, Wochen, Auszeichnungen, Anmerkungen) | Höchstplatzierung, Gesamtwochen, AuszeichnungChartplatzierungen (Jahr, Titel, Album, Platzierungen, Wochen, Auszeichnungen, Anmerkungen) | Höchstplatzierung, Gesamtwochen, AuszeichnungChartplatzierungen (Jahr, Titel, Album, Platzierungen, Wochen, Auszeichnungen, Anmerkungen) | Anmerkungen                                                  |
| Jahr | Titel Album                                 | DE | AT | CH | UK | US | Anmerkungen                                                  |
| ---- | ------------------------------------------- | --- | --- | --- | --- | --- | ------------------------------------------------------------ |
| 1999 | Smooth Supernatural                         | DE21 (22 Wo.)DE | AT9 (14 Wo.)AT | CH18 (22 Wo.)CH | UK3 Platin · (11 Wo.)UK | US1 Platin + Gold (Digital) · (58 Wo.)US                                                                                                 | Erstveröffentlichung: 29. Juni 1999 Santana feat. Rob Thomas |
| 2005 | Lonely No More …Something to Be             | DE16 (10 Wo.)DE | AT24 (13 Wo.)AT | CH24 (15 Wo.)CH | UK11 (11 Wo.)UK | US6 Platin · (34 Wo.)US | Erstveröffentlichung: 8. Februar 2005                        |
| 2005 | This Is How a Heart Breaks …Something to Be | — | — | — | UK67 (1 Wo.)UK | US52 Gold · (20 Wo.)US | Erstveröffentlichung: 13. Juni 2005                          |
| 2005 | Ever the Same …Something to Be              | — | — | — | — | US48 Gold · (20 Wo.)US | Erstveröffentlichung: 7. November 2005                       |
| 2006 | Streetcorner Symphony …Something to Be      | — | — | — | — | US64 Gold · (20 Wo.)US | Erstveröffentlichung: 16. Oktober 2006                       |
| 2007 | Little Wonders Triff die Robinsons (O.S.T.) | DE20 (28 Wo.)DE | AT13 (29 Wo.)AT | CH40 (14 Wo.)CH | — | US58 Platin · (16 Wo.)US | Erstveröffentlichung: 13. März 2007                          |
| 2009 | Her Diamonds Cradlesong                     | DE79 (1 Wo.)DE | — | — | — | US23 Platin · (20 Wo.)US | Erstveröffentlichung: 22. April 2009                         |
| 2009 | Someday Cradlesong                          | — | — | — | — | US59 Gold · (22 Wo.)US | Erstveröffentlichung: 1. Dezember 2009                       |
| 2010 | Mockingbird Cradlesong                      | — | — | — | — | US95 (4 Wo.)US | Erstveröffentlichung: 20. April 2010                         |

Weitere Singles
- 2003: A New York Christmas
- 2006: ...Something to Be
- 2009: Give Me the Meltdown
- 2010: Real World ’09
- 2011: Sunshine of Your Love (Santana feat. Rob Thomas)
- 2015: Trust You
- 2015: Hold on Forever
- 2016: Pieces
- 2016: Heaven Help Me
- 2019: One Less Day (Dying Young)
- 2019: Can’t Help Me Now
- 2019: Timeless
- 2020: I Believe in Santa Claus (feat. Abby Anderson)
- 2021: Move (feat. Santana & American Authors)
- 2021: Christmas Time (feat. Ingrid Michaelson)
- 2021: Santa Don’t Come Here Anymore
- 2021: That Spirit of Christmas
- 2025: Hard To Be Happy

### Videoalben
- 2009: Live at Red Rocks (US: Gold)

## Auszeichnungen
Grammy Awards
- Grammy Awards 2000: Grammy Award for Song of the Year
- Grammy Awards 2000: Grammy Award for Record of the Year
- Grammy Awards 2000: Grammy Award for Best Pop Collaboration with Vocals

## Auszeichnungen für Musikverkäufe
| Goldene Schallplatte - Australien - 2000: für die Autorenbeteiligung Bent (Matchbox twenty) - 2009: für das Videoalbum Live at Red Rocks - 2012: für die Autorenbeteiligung 3 a.m. (Matchbox twenty) - 2013: für die Autorenbeteiligung Put Your Hands Up (Matchbox twenty) - Italien - 2018: für die Autorenbeteiligung Me and My Broken Heart (Rixton) - Kanada - 2012: für die Autorenbeteiligung She’s So Mean (Matchbox twenty) - 2014: für die Autorenbeteiligung Me and My Broken Heart (Rixton) - Neuseeland - 2005: für das Album Something to Be - Vereinigte Staaten - 2000: für die Autorenbeteiligung Bent (Matchbox twenty) - 2008: für die Autorenbeteiligung Unwell (Matchbox twenty) - 2013: für die Autorenbeteiligung She’s So Mean (Matchbox twenty) - Vereinigtes Königreich - 2017: für die Autorenbeteiligung Me and My Broken Heart (Rixton) | Platin-Schallplatte - Australien - 1997: für die Autorenbeteiligung Push (Matchbox twenty) - 2005: für die Single Lonely No More - 2009: für die Single Her Diamonds - 2012: für die Autorenbeteiligung She’s So Mean (Matchbox twenty) - 2012: für die Autorenbeteiligung Unwell (Matchbox twenty) - 2012: für die Autorenbeteiligung How Far We’ve Come (Matchbox twenty) - 2012: für die Autorenbeteiligung If You’re Gone (Matchbox twenty) - Kanada - 2006: für das Album Something to Be - Schweden - 2014: für die Autorenbeteiligung Me and My Broken Heart (Rixton) - Vereinigte Staaten - 2008: für die Autorenbeteiligung How Far We’ve Come (Matchbox twenty) - 2014: für die Autorenbeteiligung Me and My Broken Heart (Rixton) 2× Platin-Schallplatte - Australien - 2000: für die Single Smooth - 2015: für das Album Cradlesong 3× Platin-Schallplatte - Australien - 2006: für das Album Something to Be |

Anmerkung: Auszeichnungen in Ländern aus den Charttabellen bzw. Chartboxen sind in ebendiesen zu finden.
| Land/RegionAuszeichnungen für Musikverkäufe (Land/Region, Auszeichnungen, Verkäufe, Quellen) | Silber  | Gold       | Platin       | Verkäufe   | Quellen                   |
| -------------------------------------------------------------------------------------------- | ------- | ---------- | ------------ | ---------- | ------------------------- |
| Australien (ARIA)                                                                            | —       | 4× Gold4   | 14× Platin14 | 1.092.500  | aria.com.au               |
| Italien (FIMI)                                                                               | —       | Gold1      | —            | 25.000     | fimi.it                   |
| Kanada (MC)                                                                                  | —       | 2× Gold2   | Platin1      | 180.000    | musiccanada.com           |
| Neuseeland (RMNZ)                                                                            | —       | Gold1      | —            | 7.500      | aotearoamusiccharts.co.nz |
| Schweden (IFPI)                                                                              | —       | —          | Platin1      | 40.000     | sverigetopplistan.se      |
| Vereinigte Staaten (RIAA)                                                                    | —       | 10× Gold10 | 8× Platin8   | 12.550.000 | riaa.com                  |
| Vereinigtes Königreich (BPI)                                                                 | Silber1 | Gold1      | Platin1      | 1.060.000  | bpi.co.uk                 |
| Insgesamt                                                                                    | Silber1 | 19× Gold19 | 25× Platin25 |            |                           |